# Катарина Сунесдоттер
Катарина Сунесдоттер, также известная как Катарина Имсеборгская (швед. Katarina Sunesdotter; 1215 — 1252) ― королева-консорт Швеции в 1244—1250 годах, жена короля Эрика Шепелявого. Ближе к концу жизни стала аббатисой Гудхемского монастыря.

## Биография

### Наследница династии Сверкеров
Катарина была старшей дочерью Хелены Сверкерсдоттер и Суне Фолькессона. У Катарины не было братьев, а лишь одна сестра, Бенгта Сунесдоттер. Бабушка и дедушка Катарины по материнской линии были королём Сверкером II и королевой Бенедиктой. Происходя из Дома Бьельбу и Дома Сверкеров, она была членом одного из гётских кланов. Отец Катарины Суне Фолькессон был владельцем поместья Имсеборг, законоговорителем Вестергётланда, а в некоторых источниках упоминается как ярл Швеции.

### Королева Швеции
Эрик XI (1215-1250) из Дома Эриков стал королём в 1222 году и был изгнан из страны своим регентом королём Кнутом II с 1229 по 1234 год. Эрик вернулся в Швецию после смерти Кнута в 1234 году и царствовал до своей естественной смерти в 1250 году. Молодой Эрик, согласно полулегендарным источникам, хромал и заикался (швед. «läspe och halte»), и, как утверждается, был добродушным. Эрик и Катарина вступили в брак, чтобы укрепить претензии Эрика на трон, поскольку Катарина была королевской крови по линии матери. Свадьба состоялась в 1243 или 1244 году в Фюрисенгене возле Уппсалы. Кэтрин получила огромное приданое к браку: некоторые легенды романтически говорят о «половине королевства».

Поскольку она после смерти Эрика сразу же посвятила себя затворнической религиозной жизни, а не семье, приводит к выводу, что скорее всего у них не было выживших детей. В качестве следующего короля Швеции был избран несовершеннолетний Вальдемар Биргерссон, племянник короля Эрика.

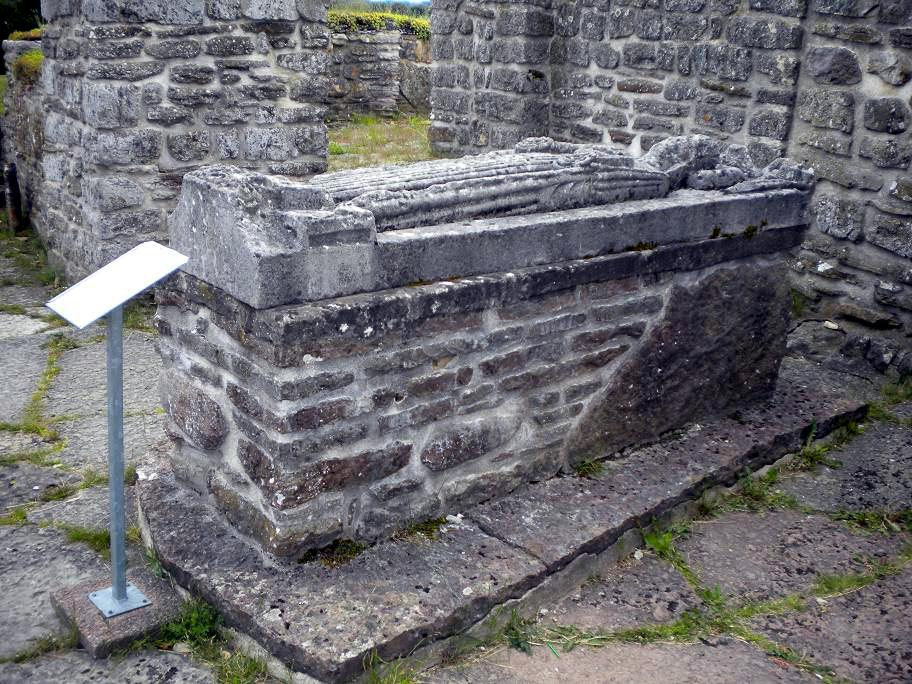
Могила Катарины с копией надгробной плиты на руинах Гудхемского аббатства

### Вдовствующая королева и аббатиса
После смерти мужа Катарина, теперь уже вдовствующая королева, ушла в Гудхемский монастырь. Поскольку обычное право Скандинавии диктовало, что клановая собственность не может принадлежать члену религиозного ордена, она передала некоторые земли, в том числе из её королевского приданого, некоторым родственникам и отдала другие в качестве пожертвований церковным учреждениям. Например, её сестра Бенгта получила в подарок от неё город Сёдерчёпинг, одно из королевских владений. Вдовствующая королева вскоре стала аббатисой Гудхемского монастыря и служила на этом посту до самой своей смерти в стенах монастыря в 1252 году.